# Deens voetbalelftal in 2006
Het Deens voetbalelftal speelde negen officiële interlands in het jaar 2006, waaronder drie duels in de kwalificatiereeks voor het EK voetbal 2008 in Oostenrijk en Zwitserland. De selectie stond onder leiding van de medio 2000 aangetreden oud-international Morten Olsen. Op de in 1993 geïntroduceerde FIFA-wereldranglijst zakte Denemarken in 2006 van de 13de (januari 2006) naar de 21ste plaats (december 2006).

## Balans
| Wedstrijden | Wedstrijden | Wedstrijden | Wedstrijden | Doelpunten | Doelpunten | Doelpunten | Punten |
| Gespeeld    | Winst       | Gelijk      | Verlies     | Voor       | Tegen      | Saldo      | Punten |
| ----------- | ----------- | ----------- | ----------- | ---------- | ---------- | ---------- | ------ |
| 9           | 5           | 3           | 1           | 16         | 6          | +10        | 1.444  |

## Interlands
|                                                    |        |                                    |            |                                                                                      |
| 1 maart Vriendschappelijk № 707 «onderlinge duels» | Israël | 0 – 2                              | Denemarken | Nationaal Stadion, Ramat Gan Toeschouwers: 15.762 Scheidsrechter: Peter Sippel (GER) |
| 1 maart Vriendschappelijk № 707 «onderlinge duels» |        | 7' Kenneth Pérez 19' Morten Skoubo |            | Nationaal Stadion, Ramat Gan Toeschouwers: 15.762 Scheidsrechter: Peter Sippel (GER) |

|                                                   |                       |       |                  |                                                                            |
| 27 mei Vriendschappelijk № 708 «onderlinge duels» | Denemarken            | 1 – 1 | Paraguay         | NRGi Park, Aarhus Toeschouwers: 20.047 Scheidsrechter: Steve Bennett (ENG) |
| 27 mei Vriendschappelijk № 708 «onderlinge duels» | Jon Dahl Tomasson 51' |       | 20' José Cardozo | NRGi Park, Aarhus Toeschouwers: 20.047 Scheidsrechter: Steve Bennett (ENG) |

|                                                             |                                              |       |            |                                                                                  |
| 31 mei Vriendschappelijk № 709 «onderlinge duels» 20:00 uur | Frankrijk                                    | 2 – 0 | Denemarken | Stade Félix Bollaert, Lens Toeschouwers: 39.000 Scheidsrechter: Alan Kelly (IRL) |
| 31 mei Vriendschappelijk № 709 «onderlinge duels» 20:00 uur | Thierry Henry 12' Sylvain Wiltord 75' (pen.) |       |            | Stade Félix Bollaert, Lens Toeschouwers: 39.000 Scheidsrechter: Alan Kelly (IRL) |

|                                                                  |                                           |       |       |                                                                            |
| 16 augustus Vriendschappelijk № 710 «onderlinge duels» 20:00 uur | Denemarken                                | 2 – 0 | Polen | Fionia Park, Odense Toeschouwers: 10.000 Scheidsrechter: Tony Asumaa (FIN) |
| 16 augustus Vriendschappelijk № 710 «onderlinge duels» 20:00 uur | Nicklas Bendtner 32' Dennis Rommedahl 62' |       |       | Fionia Park, Odense Toeschouwers: 10.000 Scheidsrechter: Tony Asumaa (FIN) |

|                                                        |                                                                                       |       |                                           |                                                                                   |
| 1 september Vriendschappelijk № 711 «onderlinge duels» | Denemarken                                                                            | 4 – 2 | Portugal                                  | Brøndby Stadion, Kopenhagen Toeschouwers: 13.186 Scheidsrechter: Alan Kelly (IRL) |
| 1 september Vriendschappelijk № 711 «onderlinge duels» | Jon Dahl Tomasson 15' Thomas Kahlenberg 21' Martin Jørgensen 78' Nicklas Bendtner 90' |       | 17' Ricardo Carvalho 66' Ricardo Carvalho | Brøndby Stadion, Kopenhagen Toeschouwers: 13.186 Scheidsrechter: Alan Kelly (IRL) |

|                                                                |         |                                           |            |                                                                                       |
| 6 september EK-kwalificatie № 712 «onderlinge duels» 18:05 uur | IJsland | 0 – 2                                     | Denemarken | Laugardalsvöllur, Reykjavík Toeschouwers: 10.007 Scheidsrechter: Nikolai Ivanov (RUS) |
| 6 september EK-kwalificatie № 712 «onderlinge duels» 18:05 uur |         | 5' Dennis Rommedahl 33' Jon Dahl Tomasson |            | Laugardalsvöllur, Reykjavík Toeschouwers: 10.007 Scheidsrechter: Nikolai Ivanov (RUS) |

|                                                              |            |       |               |                                                                             |
| 7 oktober EK-kwalificatie № 713 «onderlinge duels» 19:00 uur | Denemarken | 0 – 0 | Noord-Ierland | Parken, Kopenhagen Toeschouwers: 41.482 Scheidsrechter: Konrad Plautz (AUT) |
| 7 oktober EK-kwalificatie № 713 «onderlinge duels» 19:00 uur |            |       |               | Parken, Kopenhagen Toeschouwers: 41.482 Scheidsrechter: Konrad Plautz (AUT) |

|                                                               |               |                                                                                     |            |                                                                                  |
| 11 oktober EK-kwalificatie № 714 «onderlinge duels» 20:15 uur | Liechtenstein | 0 – 4                                                                               | Denemarken | Rheinpark Stadion, Vaduz Toeschouwers: 2.400 Scheidsrechter: Ceri Richards (WAL) |
| 11 oktober EK-kwalificatie № 714 «onderlinge duels» 20:15 uur |               | 29' Daniel Jensen 32' Michael Gravgaard 51' Jon Dahl Tomasson 64' Jon Dahl Tomasson |            | Rheinpark Stadion, Vaduz Toeschouwers: 2.400 Scheidsrechter: Ceri Richards (WAL) |

|                                                        |                 |       |                       |                                                                             |
| 15 november Vriendschappelijk № 715 «onderlinge duels» | Tsjechië        | 1 – 1 | Denemarken            | Toyota Arena, Praag Toeschouwers: 6.852 Scheidsrechter: Damir Skomina (SLO) |
| 15 november Vriendschappelijk № 715 «onderlinge duels» | Milan Baroš 90' |       | 28' Peter Løvenkrands | Toyota Arena, Praag Toeschouwers: 6.852 Scheidsrechter: Damir Skomina (SLO) |

## FIFA-wereldranglijst
| JAN | FEB | MAR | APR | MEI | JUN | JUL | AUG | SEP | OKT | NOV | DEC |
| --- | --- | --- | --- | --- | --- | --- | --- | --- | --- | --- | --- |
| 13  | 14  | 14  | 11  | 11  |     | 17  | 17  | 16  | 22  | 21  | 21  |

## Statistieken
| Thomas Sørensen     | 1976-06-12 | Aston Villa          | 6 | 0 | 0 |    |   |
| Jesper Christiansen | 1978-04-24 | FC Kopenhagen        | 3 | 1 | 0 |    |   |
| Stephan Andersen    | 1981-11-26 | Brøndby IF           | 0 | 1 | 0 |    |   |
| Verdediging         |            |                      |   |   |   |    |   |
| Lars Jacobsen       | 1979-09-20 | FC Kopenhagen        | 7 | 1 | 0 |    |   |
| Michael Gravgaard   | 1978-04-03 | FC Kopenhagen        | 6 | 0 | 1 | 11 | 4 |
| Daniel Agger        | 1984-12-12 | Liverpool            | 6 | 0 | 0 |    |   |
| Niclas Jensen       | 1974-08-17 | FC Kopenhagen        | 6 | 0 | 0 |    |   |
| Thomas Helveg       | 1971-06-24 | Odense BK            | 3 | 3 | 0 |    |   |
| Per Krøldrup        | 1979-07-31 | AC Fiorentina        | 2 | 0 | 0 |    |   |
| Brian Priske        | 1977-05-14 | Club Brugge          | 1 | 2 | 0 |    |   |
| Per Nielsen         | 1973-10-15 | Brøndby IF           | 1 | 0 | 0 | 10 | 0 |
| Bo Svensson         | 1979-08-04 | Borussia M'gladbach  | 1 | 0 | 0 |    |   |
| Martin Albrechtsen  | 1980-03-31 | West Bromwich Albion | 0 | 1 | 0 |    |   |
| Middenveld          |            |                      |   |   |   |    |   |
| Martin Jørgensen    | 1975-10-06 | AC Fiorentina        | 8 | 0 | 1 |    |   |
| Christian Poulsen   | 1980-02-28 | Sevilla              | 7 | 1 | 0 |    |   |
| Thomas Gravesen     | 1976-03-11 | Celtic               | 6 | 0 | 0 |    |   |
| Thomas Kahlenberg   | 1983-03-20 | AJ Auxerre           | 5 | 0 | 1 |    |   |
| Daniel Jensen       | 1979-06-25 | Werder Bremen        | 4 | 4 | 1 |    |   |
| Jan Kristiansen     | 1981-08-04 | 1. FC Nürnberg       | 4 | 2 | 0 |    |   |
| Rasmus Würtz        | 1983-09-18 | Aalborg BK           | 2 | 1 | 0 |    |   |
| Michael Silberbauer | 1981-07-07 | FC Kopenhagen        | 1 | 2 | 0 |    |   |
| Jonas Kamper        | 1983-05-03 | Arminia Bielefeld    | 1 | 0 | 0 |    |   |
| Claus Jensen        | 1977-04-29 | Fulham               | 0 | 5 | 0 |    |   |
| Nicolai Stokholm    | 1976-04-01 | Viking Stavanger     | 0 | 2 | 0 |    |   |
| Mikkel Thygesen     | 1984-10-22 | Borussia M'gladbach  | 0 | 1 | 0 |    |   |
| Aanval              |            |                      |   |   |   |    |   |
| Jon Dahl Tomasson   | 1976-08-29 | Villarreal CF        | 6 | 0 | 5 |    |   |
| Dennis Rommedahl    | 1978-07-22 | Charlton Athletic    | 4 | 0 | 2 |    |   |
| Nicklas Bendtner    | 1988-01-16 | Birmingham City      | 2 | 2 | 2 |    |   |
| Peter Løvenkrands   | 1980-01-29 | Schalke 04           | 2 | 2 | 1 |    |   |
| Morten Skoubo       | 1980-06-30 | Real Sociedad        | 2 | 0 | 1 |    |   |
| Jesper Grønkjær     | 1977-08-12 | FC Kopenhagen        | 2 | 0 | 0 |    |   |
| Kenneth Pérez       | 1974-08-29 | Ajax                 | 1 | 2 | 1 |    |   |
| Søren Larsen        | 1981-09-06 | Schalke 04           | 0 | 2 | 0 |    |   |
| Dennis Sørensen     | 1981-05-24 | FC Midtjylland       | 0 | 2 | 0 | 2  | 0 |
| Jesper Bech         | 1982-05-25 | Esbjerg fB           | 0 | 1 | 0 |    |   |
| Søren Berg          | 1976-05-15 | Viking Stavanger     | 0 | 1 | 0 |    |   |
| Mads Junker         | 1981-04-21 | Vitesse              | 0 | 1 | 0 |    |   |
| Michael Krohn-Dehli | 1983-06-06 | Sparta Rotterdam     | 0 | 1 | 0 | 1  | 0 |